# Dallas Superstars
Dallas Superstars est un groupe de musique électronique finlandais basé à Helsinki, créé en 2002 par Heikki Liimatainen et Jaakko Salovaara.

Leur premier album en 2003 contenait le titre I Feel Love, une reprise d'une chanson de Donna Summer, qui a été classé numéro un en Finlande et Suède.

## Discographie

### Album
- Flash (fi) (2003)
- Higher State (fi) (2006)

### Single
- Helium (2002)
- Fast Driving (2003)
- I Feel Love (2003)
- Ready to Go (2004)
- Crazy (2004)
- Fine Day (2006)
- Subminal (2006)